# Vysokoškolské katolické hnutí
Vysokoškolské katolické hnutí (VKH) je název pro katolická společenství studentů, která působí v některých univerzitních městech v České republice (v současnosti v Praze, Brně, Ostravě, Olomouci, Hradci Králové, Českých Budějovicích a Zlíně). Tato společenství především organizují studentské mše svaté, společná setkání (tzv. spolča), výlety, koncerty apod. pro studenty, kterým je blízká katolická víra. 
Formálně jsou lokální VKH registrována jako občanská sdružení a sdružují se ve svazu občanských sdružení s názvem Vysokoškolské katolické hnutí Česká republika, o.s. (VKH ČR). Po duchovní stránce vede každou tuto organizaci kněz, který je do této funkce dosazen svým biskupem nebo řádovým představeným.
V současné době existují Vysokoškolské katolické hnutí Praha, Vysokoškolské katolické hnutí Ostrava, Vysokoškolské katolické hnutí Olomouc, Vysokoškolské katolické hnutí České Budějovice, Vysokoškolské katolické hnutí Brno, RR49, o.s. Zlín, Křesťanský akademický klub Salaš, z. s.

## Velké pravidelné akce

### Studentský Velehrad

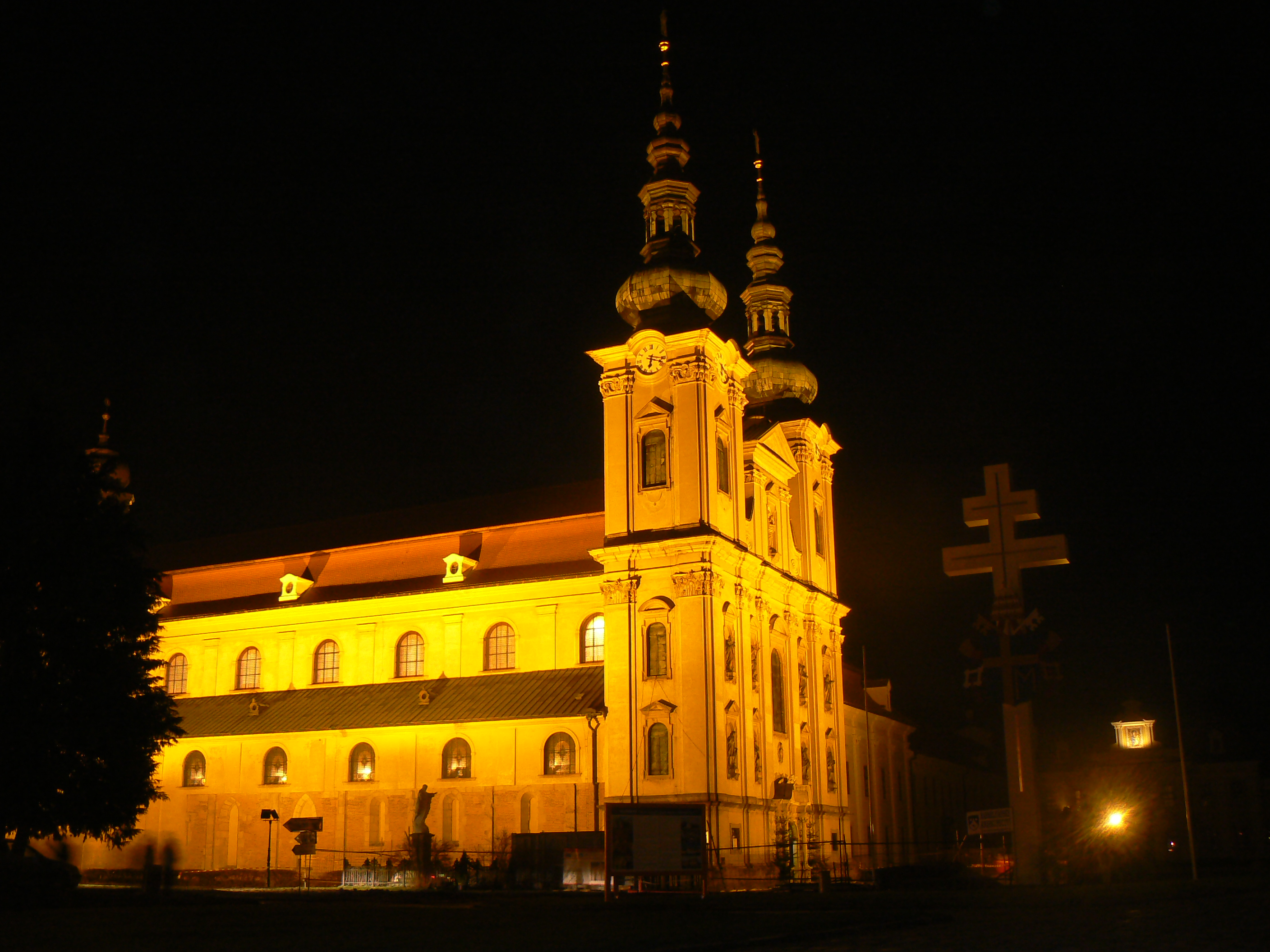
Velehradská bazilika

VKH ČR začalo po sametové revoluci organizovat každý sudý rok setkávání vysokoškolských studentů na Velehradě, známé jako Studentský Velehrad. Setkání není vyhrazeno vysokoškolským studentům, ale program je připravován především pro ně.
V roce 2008 se uskutečnil 9. ročník studentského Velehradu a to 30. dubna – 4. května (s hlavním programem 2.–4. května) a jeho téma zní „Dilema na cestě životem“ V roce 2010 (29.4.–2.5.) 10. ročník, a v roce 2012 (4.–8.5.) pak již 11. ročník.